# Państwo Kreteńskie

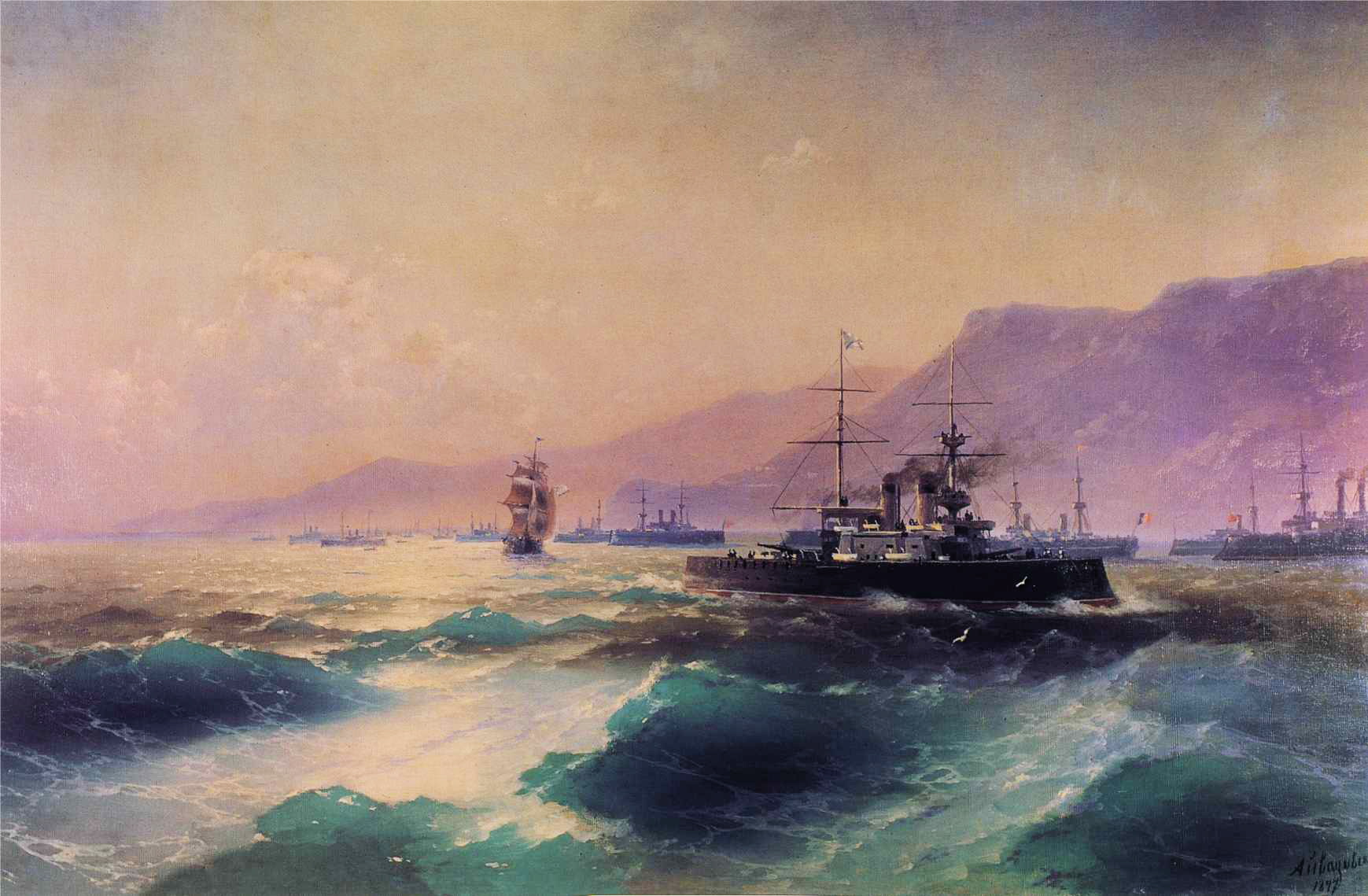
Okręty wojenne mocarstw u wybrzeży Krety (obraz I. Ajwazowskiego z 1897 roku)

Państwo Kreteńskie (ngr. Κρητική Πολιτεία, osm.-tur. Girid Devleti) – zależny organizm państwowy w postaci protektoratu funkcjonujący na Krecie w latach 1898–1913.

## Historia
W latach 1895–1897 trwało na Krecie antytureckie powstanie. Wsparcie, jakiego wówczas udzielała powstańcom monarchistyczna Grecja, spowodowało wypowiedzenie jej w kwietniu 1897 wojny przez Turcję osmańską. W jej przebiegu, w ciągu zaledwie miesiąca armia grecka poniosła klęskę, a zreorganizowane przez niemieckich oficerów wojska tureckie zajęły Tesalię, docierając niemal do Attyki. Rozszerzeniu konfliktu usiłowały zapobiec rządy sześciu europejskich mocarstw: Wielkiej Brytanii, Francji, Rosji, Włoch, Austro-Węgier i Niemiec, wymuszając traktat pokojowy podpisany 4 grudnia 1897 w Stambule. Porozumienie mocarstw zdecydowało również o przyszłości Krety jako autonomicznego organizmu pod protektoratem osmańskim. Z uwagi na rozkład miejscowej administracji tureckiej, tymczasową władzę powierzono lokalnym dowódcom marynarki (admirałom) czterech państw (Anglii, Francji, Włoch i Rosji; z uczestnictwa wkrótce wycofali się sympatyzujący z Turcją przedstawiciele Austro-Węgier i kajzerowskich Niemiec.), dla jej poparcia wprowadzając kontyngenty ich wojsk.
W ciągu następnych miesięcy podzielona na kilka międzynarodowych sektorów wyspa administrowana była przez wyznaczonych dowódców marynarki wojennej, przy formalnym zachowaniu oznak osmańskiej suwerenności (z tureckim sztandarem i rezydującym w Kandii gubernatorem). Przyjęty dla wyspy statut z 29 kwietnia 1899 ustanawiał Kretę „państwem korzystającym z zupełnej autonomii”. Kontynuacja tymczasowej i niejasnej sytuacji (m.in. brak sił porządkowych, odmowa uiszczania podatków) wytworzyła konieczność zastąpienia ich lokalną władzą wykonawczą (rządem) oraz osobą konkretnego zarządcy (gubernatora generalnego) – z wyborem księcia Jerzego, syna aktualnego monarchy greckiego. Stanowisko to i kandydatura początkowo nie zyskały aprobaty władz tureckich; ostatecznie zgodzono się na uznanie go za wysokiego komisarza mocarstw na okres jedynie 3 lat przy pełnym uznaniu suwerenności sułtańskiej. Grecki książę przybył na Kretę 21 grudnia 1899, gdzie francuski admirał Pottier przekazał mu w administrację terytorium wyspy. Następnie wypracowano obowiązującą konstytucję i dokonano wyboru 138 deputowanych chrześcijańskich i 50 muzułmańskich. Do końca 1904 r. Kreta korzystała z okresu pokoju.
W kwestiach dotyczących przyszłości wyspy zaistniał jednak wśród Kreteńczyków podział na trzy polityczne tendencje:
- stronnictwo opowiadające się za długotrwałym utrzymaniem stanu obecnego (status quo), którego zwolennikami byli głównie przedstawiciele zamożnych warstw finansowo-handlowych o szerszych powiązaniach europejskich;
- stronnictwo irredentystów dążące do połączenia z macierzą (tzw. enosis) i bezwarunkowej aneksji Krety przez Grecję, pozostające pod przywództwem ks. Jerzego (który wprost zadeklarował się jako namiestnik swego króla, a nie przedstawiciel państw europejskich);
- stronnictwo autonomistów, uznające stan obecny za korzystny i przejściowy, a poprzedzający aneksję, kierowane głównie przez Elefteriosa Wenizelosa, odpowiedzialnego za resort sprawiedliwości i spraw zagranicznych.

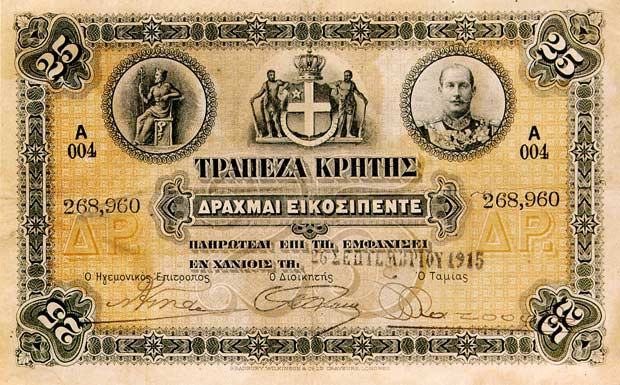
25-drachmowy banknot Państwa Kreteńskiego (1899)

Ten wybitny kreteński polityk krytykował przy tym publicznie zarówno autokratyczne metody rządzenia stosowane przez greckiego księcia, jak i korupcję panującą w jego otoczeniu. W marcu 1905 ostatecznie doszło do wybuchu rebelii przeciw rządowi Państwa Kreteńskiego, na czele której stanął Wenizelos; opuszczony przez doradców książę Jerzy zrzekł się swej funkcji. W dążeniu do zachowania status quo mocarstwa zaproponowały królowi Grecji prawo mianowania nowego „wysokiego komisarza”. Na miejsce odwołanego księcia został powołany były przewodniczący parlamentu (tzw. Rady Hellenów) – Aleksandros Zaimis, lecz jedynie na czas określony (5 lat) i nie jako przedstawiciel monarchy, lecz mandatariusz państw 
europejskich.

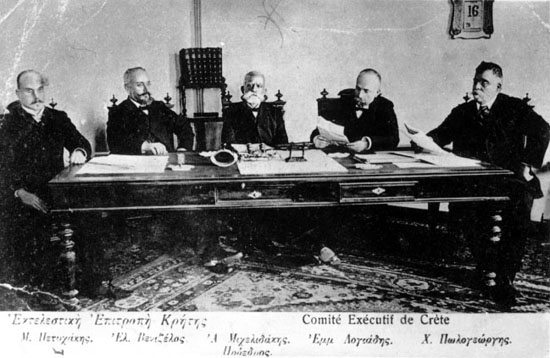
Rada Wykonawcza – rząd Państwa Kreteńskiego w 1898 (drugi z lewej E. Wenizelos)

Kadencja jego trwała zaledwie 3 lata. Wykorzystując jego czasową nieobecność, 10 października 1908 r. zastępujący go członkowie władzy wykonawczej ogłosili jednostronnie przyłączenie wyspy do Grecji. W dwa dni później kreteńskie zgromadzenie przegłosowało podobną rezolucję wraz z pozbawieniem Zaimisa władzy. Mimo iż akt ten wywołał słabą reakcję państw europejskich, nie został jednak uznany w skali międzynarodowej. Sprzeciw Wielkiej Brytanii wobec enosis spowodował, że grecki rząd przystał na odsunięcie w czasie aneksji wyspy, choć pod warunkiem usunięcia z niej nadal stacjonowanych kontyngentów wojsk obcych. W okresie następnych kilku lat charakter rządów na Krecie pozostał umowny i dwuznaczny. 
Tuż przed wybuchem wojny bałkańskiej, w październiku 1912 posłowie z Krety zostali dopuszczeni do obrad parlamentu greckiego, który wypowiedział wojnę Turcji. Na mocy postanowień traktatu londyńskiego z 30 maja 1913, kończącego tę wojnę, Turcja ostatecznie zmuszona była zrzec się suwerenności nad Kretą. 
Grecy formalnie przejęli władanie nad wyspą 1 grudnia 1913.